# NGC 122

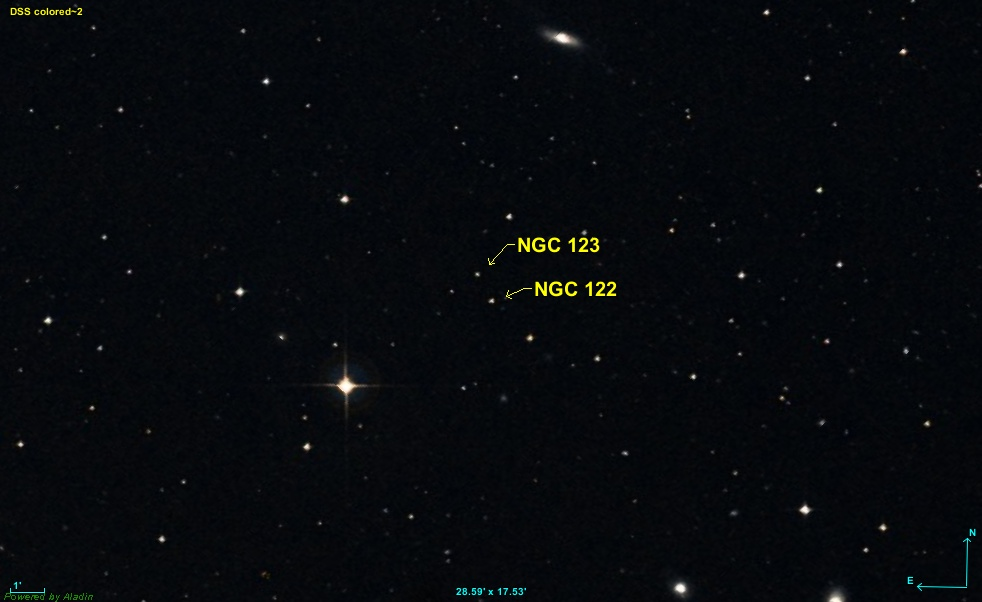
Le posizioni di NGC 122 e di NGC 123 nelle immagini DSS.

NGC 122 è un oggetto celeste non esistente o scomparso osservato il 27 settembre 1880 da Wilhelm Tempel nella costellazione della Balena.
È stato proposto che si potrebbe anche trattare di una stella di magnitudine 15,4 osservata il 16 novembre 1890 da Guillaume Bigourdan alle coordinate 0h 27m 40,0s e  -1° 37' 40.
Un'ulteriore ipotesi, suggerita da NED/IPAC, è che potrebbe trattarsi di un sistema binario di magnitudine 15 posto alle coordinate 0h 27m 38,3s e -1° 38' 26.